# کتابخانۀ مرکزی دانشگاه صنعتی اصفهان
كتابخانهٔ مركزی دانشگاه صنعتی اصفهان در دانشگاه صنعتی اصفهان به‌تاریخ ۱۹۷۲ میلادی ايجاد و در سال ۲۰۰۸ (۱۳۸۷) به ساختمان جديد منتقل شد. این کتابخانه یکی از بزرگ‌ترین، کتابخانهٔ دانشگاه‌های ایرانی است. یک سالن مطالعه دارد که شامل حدود ۳۰۰۰۰۰ کتاب و رسانه‌های دیگر است. همچنین داری یک مخزن کتاب لاتین نیز هست. کتابخانهٔ اجازه دسترسی به پایگاه های اطلاعاتی علمی را ارائه می‌دهد.  

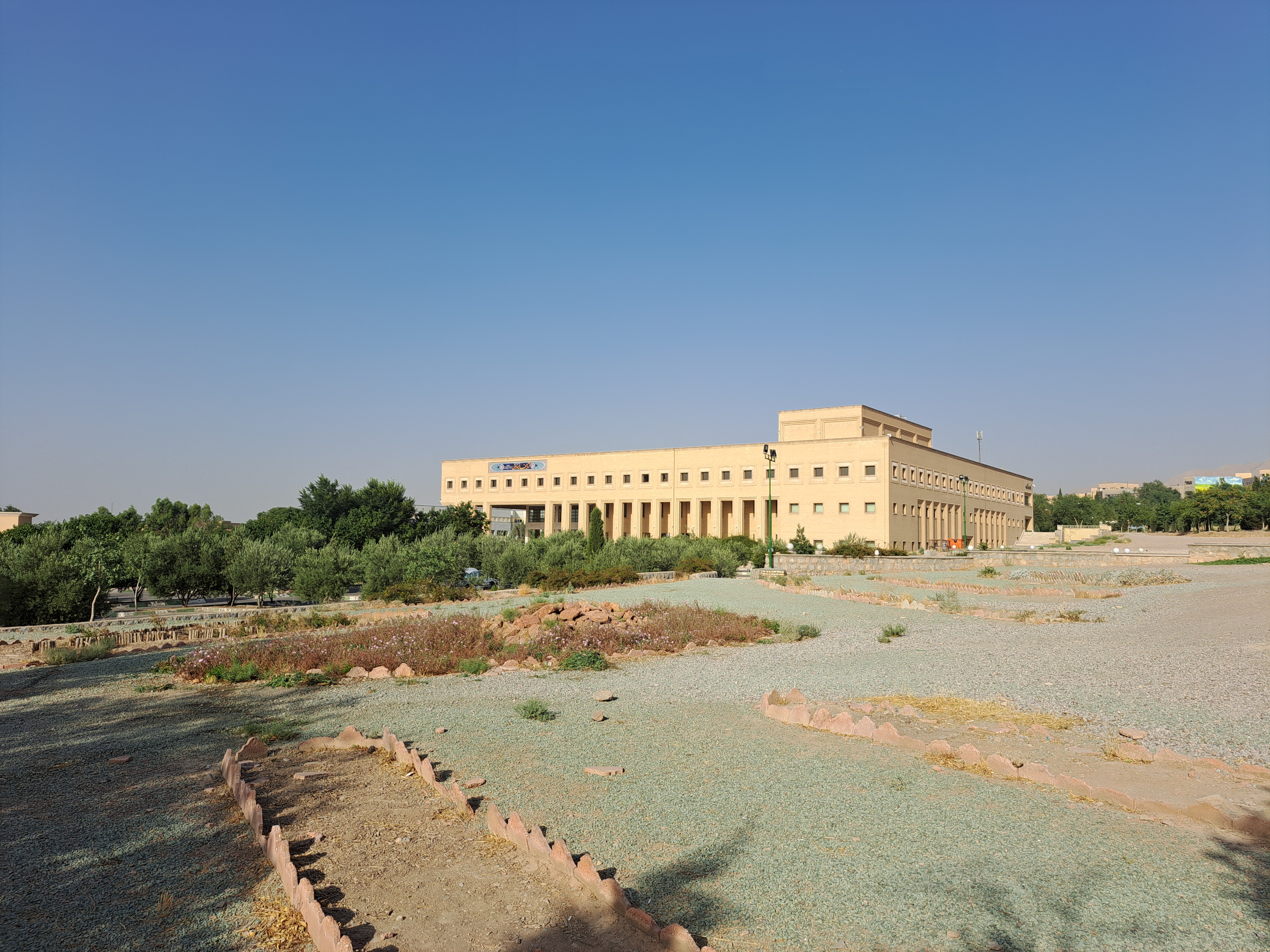
نمایی از كتابخانه مركزی دانشگاه صنعتی اصفهان - ۱۴۰۲